# 田村貢
田村 貢（たむら みつぐ、1962年4月13日 - ）は、日本の実業家。株式会社エルフェンスポーツクラブ代表取締役社長。過去に、一般社団法人日本女子サッカーリーグ専務理事、日本プロサッカーリーグ・アルビレックス新潟代表取締役社長を歴任。

## 経歴
新潟市に生まれる。中学校時代に北信越代表で全国中学校サッカー大会に出場。新潟大学商業短期大学部を卒業後、会計事務所に勤務する傍ら、アルビレックス新潟の前身となる社会人サッカークラブ・新潟イレブンでプレー。天皇杯に4度出場している。
1995年、アルビレックス新潟（当時はアルビレオ新潟FC。1997年に現在の名称に）の立ち上げに参加し、クラブ広報として活動。1999年に取締役総務・経理部長へ就任し、2005年に常務取締役に就任、2009年に中野幸夫の後任として代表取締役社長に就任した。
立ち上げ時の苦労を知り、クラブへの思いは人一倍ある発言も見受けられる、また、財政基盤の弱さから毎年のように主力を引き抜かれ、成績も下降傾向にある状況なる中で、最終節土壇場でJ1残留を決めた2012年シーズンを含め、8年間代表取締役社長として在任したが、2016年12月31日付でアルビレックス新潟の社長を退任。就任期間8年間で7年間、営業黒字を計上し、2016年には経営が厳しい地方クラブにおいて30億円の売上高を計上している。
2017年2月1日付で、一般社団法人日本女子サッカーリーグ専務理事に就任し、2020年1月に退任。
2020年3月1日付で、 ちふれASエルフェン埼玉の運営会社である株式会社エルフェンスポーツクラブ代表取締役社長に就任。
2023年11月1日付で、 同社の代表取締役社長退任後、取締役に就任。